# I-Tech
株式会社アイテック（I-Tech Corporation）は、株式会社PKSHA Technologyの子会社で、時間貸駐車場で使用する機器のメーカーである。1994年7月創業。本社は東京都文京区に所在する。駐車場機器メーカーとして業界初のロックレスシステムを販売している。

## 沿革
- 1994年7月 - 駐車場機器の開発を目的とし、新宿区二十騎町にて創業
- 1994年10月 - ゲート式パーキングシステム1号機を、渋谷区恵比寿の立体駐車場に設置
- 1997年9月 - 株式会社イチノセを設立、株式会社カーテック（駐車場機器設備メーカー）のフラップ式パーキングシステムにおける2台管理・3台管理精算機を開発
- 2001年7月 - 株式会社アイテックに商号変更し、新宿区新小川町に営業所を開設、新たな駐車場設備メーカーとして自社製品を開発・製造・販売。
- 2002年8月 - 新宿区山吹町にテクノロジーセンター（山吹工場）を開設
- 2004年1月 - フロントフラップ板を開発
- 2004年5月 - 大阪市淀川区に支店を開設
- 2004年8月 - バーコードサービス券システムを開発
- 2005年5月 - バリアフリー（昇降式）フラップ板を開発
- 2005年6月 - 防犯カメラの遠隔監視システムを開発。1号機を越谷市千間台に設置
- 2006年3月 - ゲート式駐車場システムを開発、1号機を湯島に設置
- 2006年8月 - 名古屋市に支店を開設
- 2008年10月 - 福岡市に支店を開設
- 2009年1月 - 月極専用ゲートを開発
- 2009年7月 - ナンバー認識システム（ロックレス）を開発
- 2009年12月 - 防犯用1.3メガピクセルカメラを開発
- 2019年7月 - 持ち株会社である株式会社アイドラの全株式が、合同会社桜坂1号を通じて株式会社PKSHA Technologyへ譲渡[1]されたことでPKSHA傘下[2]になった。

## 主な製品
- 集中精算機（ITC-LSⅢ）（ITC-LMⅢ）（ITC-LLⅢ）（ITC-LX）（ITC-LXN）
- ロックレスナンバー認識システム（ITC-NNP）
- センターフラップ（ITC-UFⅡ）
- フロントフラップ（ITC-FFⅡ）
- サービス券発券機
- 専用コイン投入機
- ゲート式パーキングシステム
- 新駐車場遠隔監視・管理システム
- 防犯カメラシステム

## 主なサービス
- 駐車場管理業務
- QT-net倶楽部